# Colsa sumatrana
Colsa sumatrana är en insektsart som först beskrevs av Schmidt 1906.  Colsa sumatrana ingår i släktet Colsa och familjen spottstritar. Inga underarter finns listade i Catalogue of Life.